# Няґів
Няґів (Нягів) (словац. Ňagov) — село в Словаччині, Меджилабірському окрузі Пряшівського краю. Розташоване в північно-східній частині Словаччини біля м. Меджилабірці.

## Історія
Давнє лемківське село. Вперше згадується у 1557 році.

## Пам'ятки
У селі є греко-католицька церква Успіння Пресвятої Богородиці з 1793 року в стилі бароко з дзвіницею, з 1963 року разом становлять національну культурну пам'ятку.

## Населення
| Рік:            | 1994. | 2004.    | 2014.   | 2024.    |
| --------------- | ----- | -------- | ------- | -------- |
| Кількість осіб: | 472   | 418      | 430     | 365      |
| Різниця:        |       | -11,44 % | +2,87 % | -15,11 % |

| Рік:            | 2023. | 2024.   |
| --------------- | ----- | ------- |
| Кількість осіб: | 363   | 365     |
| Різниця:        |       | +0,55 % |

В селі проживає 408 осіб.
Національний склад населення (за даними останнього перепису населення — 2001 року):
- русини — 356
- словаки — 66
- українці — 4
- інші — 5

Склад населення за приналежністю до релігії станом на 2001 рік:
- греко-католики — 375
- православні — 24
- римо-католики — 12
- не вважають себе віруючими або не належать до жодної вищезгаданої церкви — 20